# Celina Gładkowska

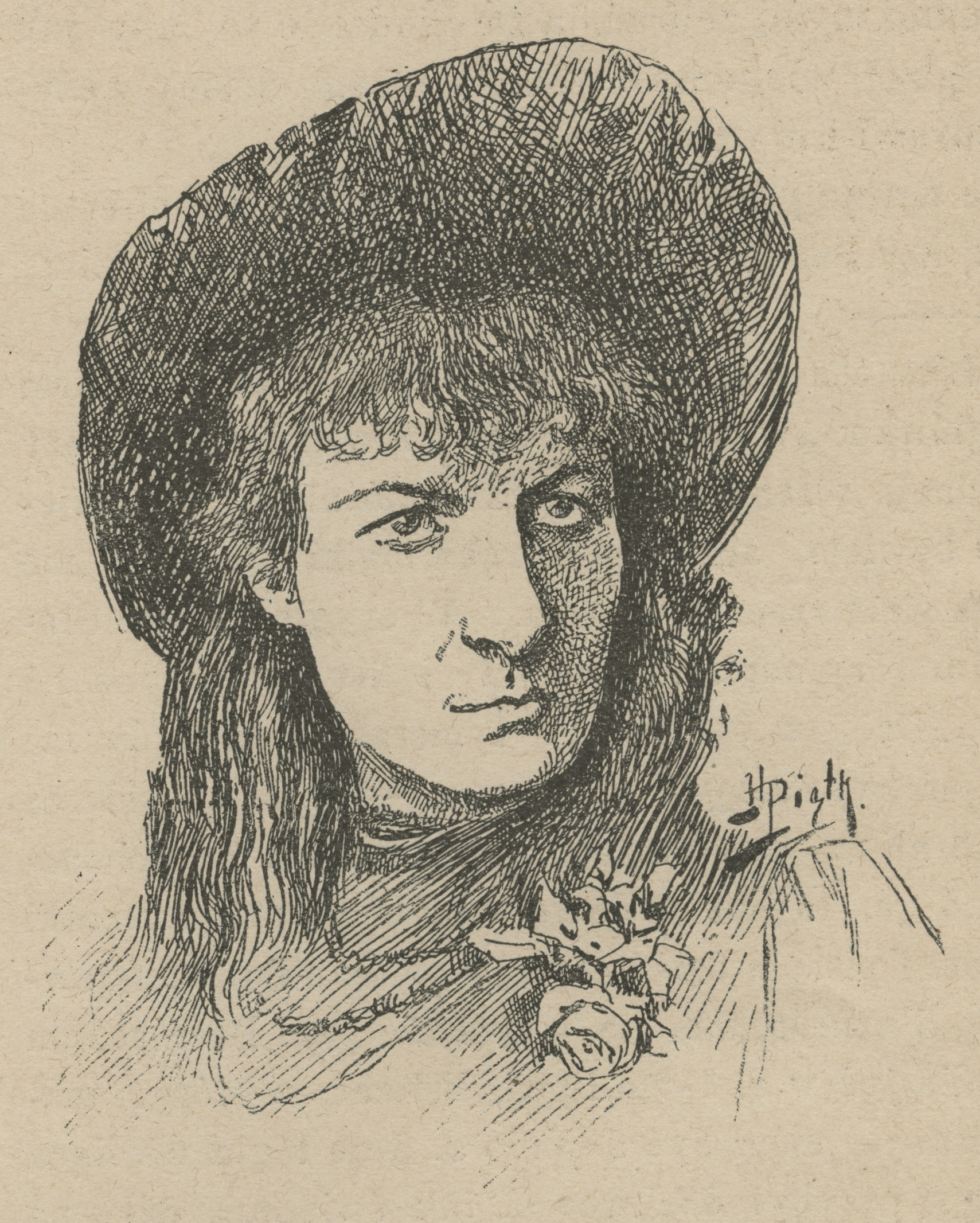
Celina Gładkowska

Celina Gładkowska z Wołowskich (ur. 1859 w Szwajcarii, zm. 23 grudnia 1892 w Warszawie, ps. Julian Morosz) – polska powieściopisarka i nowelistka.
Współpracowała z Nowinami, Gazetą Polską oraz Gazetą Świąteczną. Od 1877 pracowała jako nauczycielka. W tym samym roku ukazała się jej pierwsza powieść pt. Złota niteczka. Za nowelę Noblesse oblige otrzymała w 1890 I nagrodę w konkursie organizowanym przez Ziarno. W 1892 ukazała się powieść A kiedy ono nie takie!, rok później zaś Na scenie i za kulisami.